# Nycteris intermedia
Nycteris intermedia is een zoogdier uit de familie van de spleetneusvleermuizen (Nycteridae). De wetenschappelijke naam van de soort werd voor het eerst geldig gepubliceerd door Aellen in 1959.